# Fénery
Fénery é uma comuna francesa na região administrativa da Nova Aquitânia, no departamento de Deux-Sèvres. Estende-se por uma área de 12,63 km². Em 2010 a comuna tinha 293 habitantes (densidade: 23,2 hab./km²).